# Francis Dreyfus
Francis Dreyfus (Paris, França) foi um empresário e produtor musical francês. Fundou a gravadora independente Disques Dreyfus. Nos anos 70 ajudou a promover vários artistas franceses, dentre eles Jean Michel Jarre, Michel Petrucciani e outros. 
Era pai da atriz Julie Dreyfus, conhecida internacionalmente por interpretar Sofie Fatale no filme Kill Bill, de Quentin Tarantino.
Francis Dreyfus morreu em 24 de junho de 2010, aos 69 anos de idade, hospitalizado em Neuilly-sur-Seine, subúrbio de Paris.
Jean Michel Jarre lançará um álbum duplo intitulado "Essentials & Rarities". Basicamente uma compilação reformulada, em que, boa parte desta, será em homenagem e recordação a Francis Dreyfus, tendo a ver com a história e a amizade entre eles no mundo da música[carece de fontes?].